# Maurizio Gradin
Maurizio Gradin (Milano, 25 aprile 1967) è un fumettista italiano.
Dopo il liceo artistico, frequenta la Scuola di Illustrazione e Fumetto del Castello Sforzesco. Inizia a lavorare occupandosi di grafica e impaginazione, poi apre uno studio con l'amico Fabio Jacomelli nel 1993 ed inizia ad occuparsi di fumetto.
Nel 1995 entrano nel team di disegnatori di Legs Weaver della Sergio Bonelli Editore, dove esordiscono sul numero 8 con una storia scritta da Michele Medda e intitolata Il potere della mente. I due lavorano in coppia fino al 2000 e ai disegni per Legs alternano due episodi per l'annuale Agenzia Alfa. Successivamente Gradin rimane sulle pagine di Legs Weaver e poi passa nella squadra di disegnatori di Nathan Never. Il suo primo lavoro per l'Agente Alfa appare sul Nathan Never Gigante numero 3 in coppia con Antonella Platano: la storia s'intitola L'ultimo viaggio del Nautilus ed è scritto da Stefano Vietti. La sua prima storia sulla serie regolare è Morte nello spazio, uscita nel novembre 2006 sul numero 185 sempre con i testi di Vietti.
| Controllo di autorità | VIAF (EN) 305708261 · BNE (ES) XX5646038 (data) |